# Kastanjerodgersia
Kastanjerodgersia (Rodgersia aesculifolia) är en stenbräckeväxtart som beskrevs av Aleksandr Batalin.
Kastanjerodgersia ingår i släktet rodgersior och familjen stenbräckeväxter.. Arten förekommer tillfälligt i Sverige, men reproducerar sig inte. Utöver nominatformen finns också underarten Rodgersia aesculifolia henrici.

## Bildgalleri

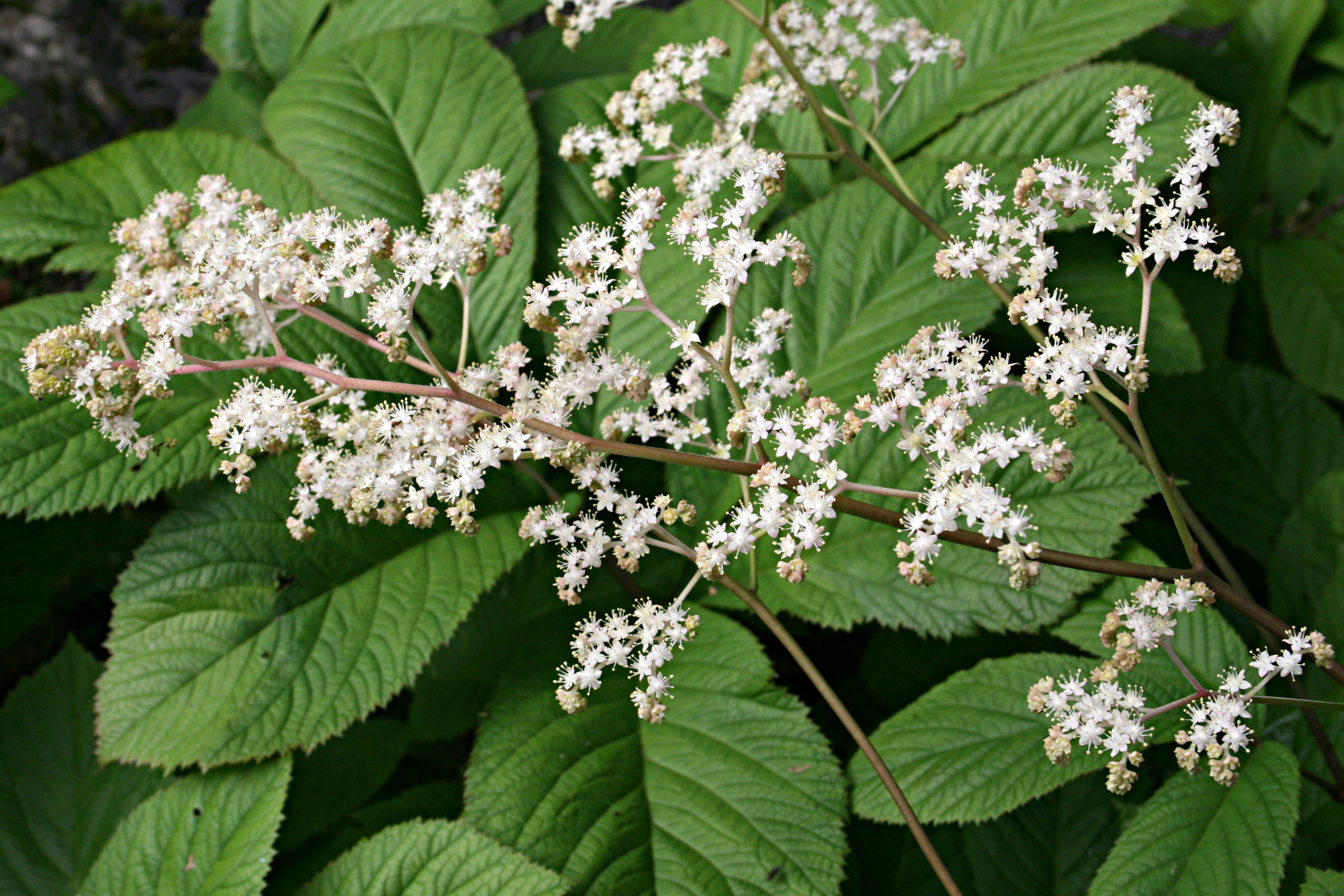
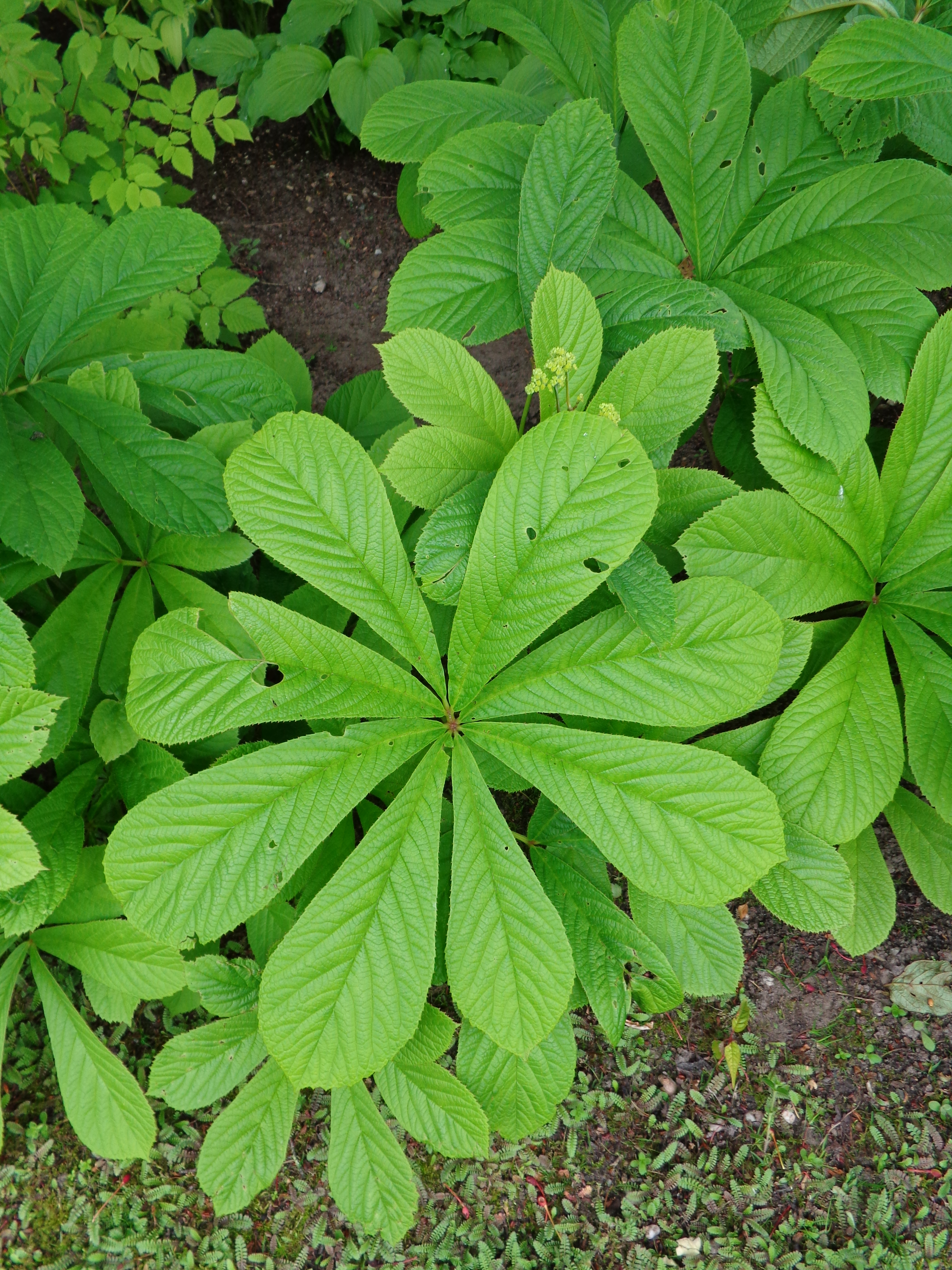
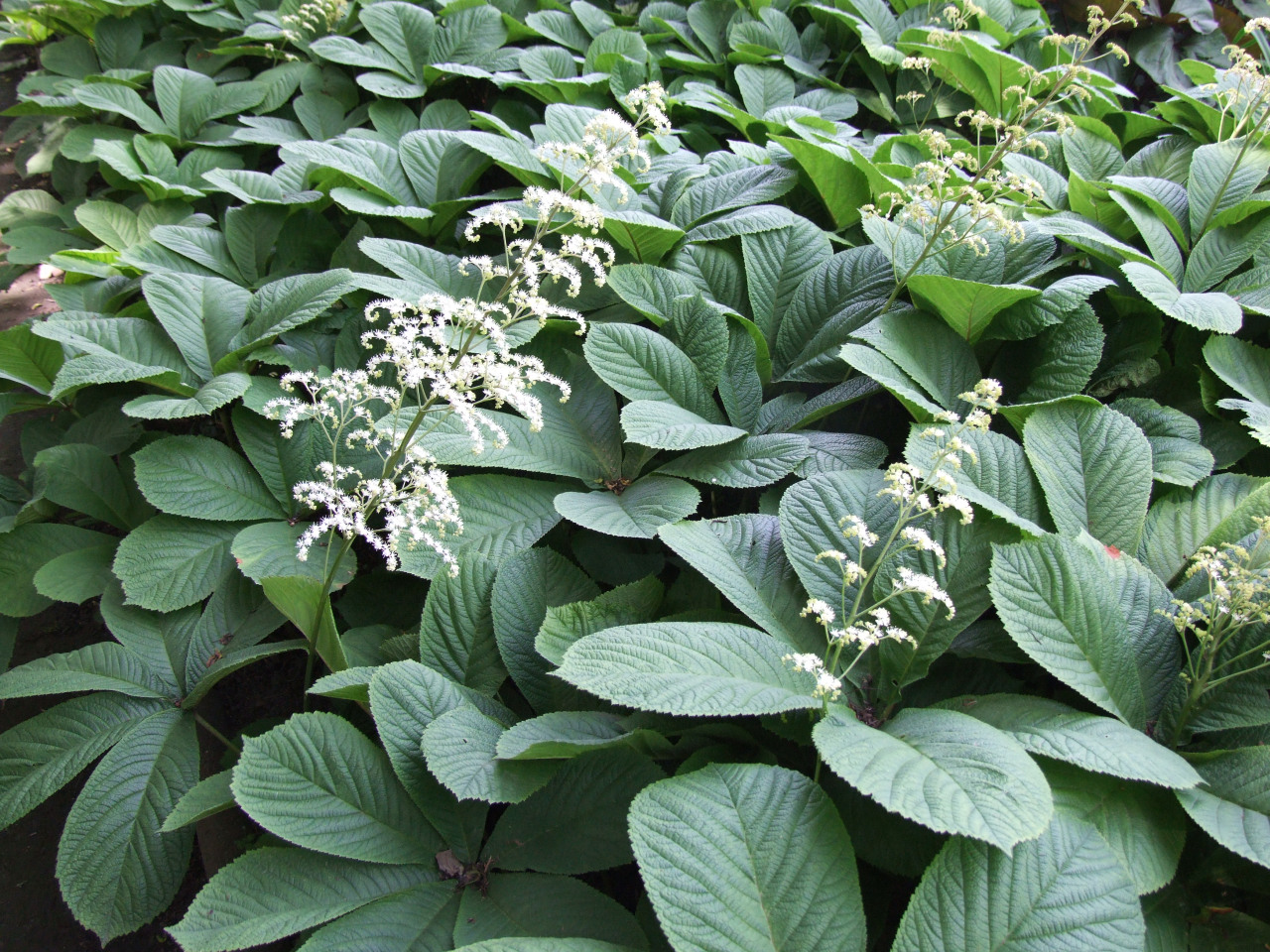
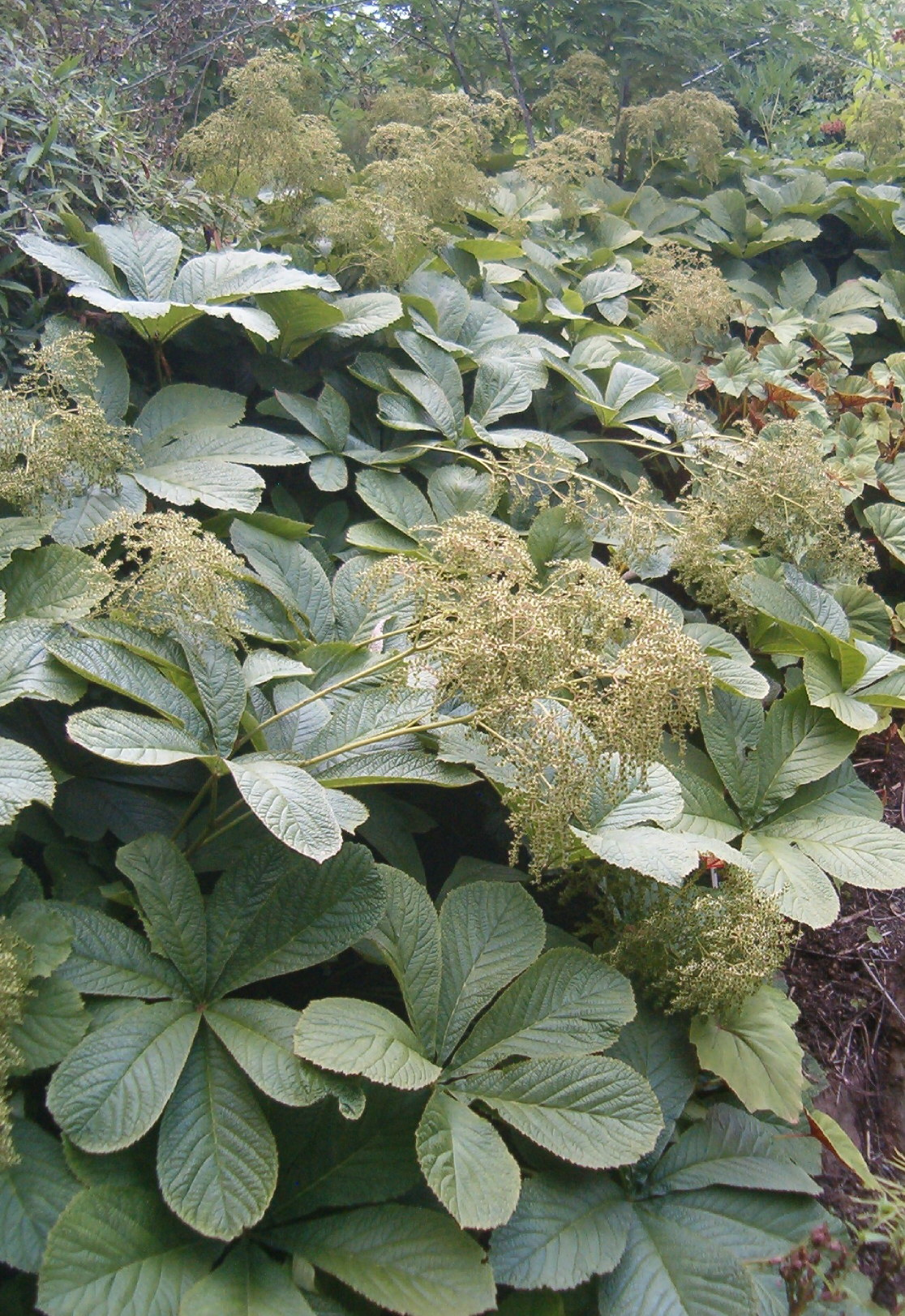
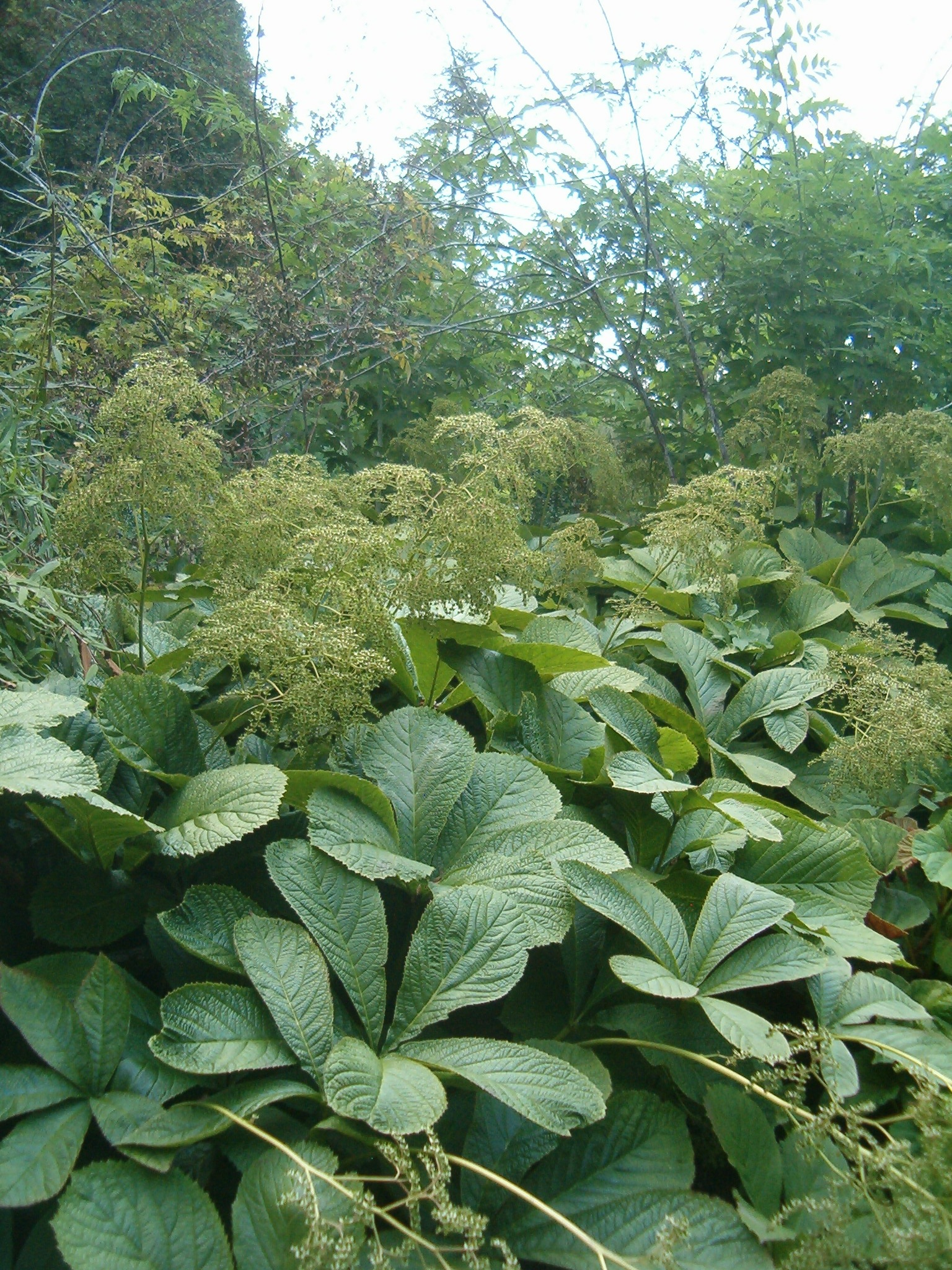
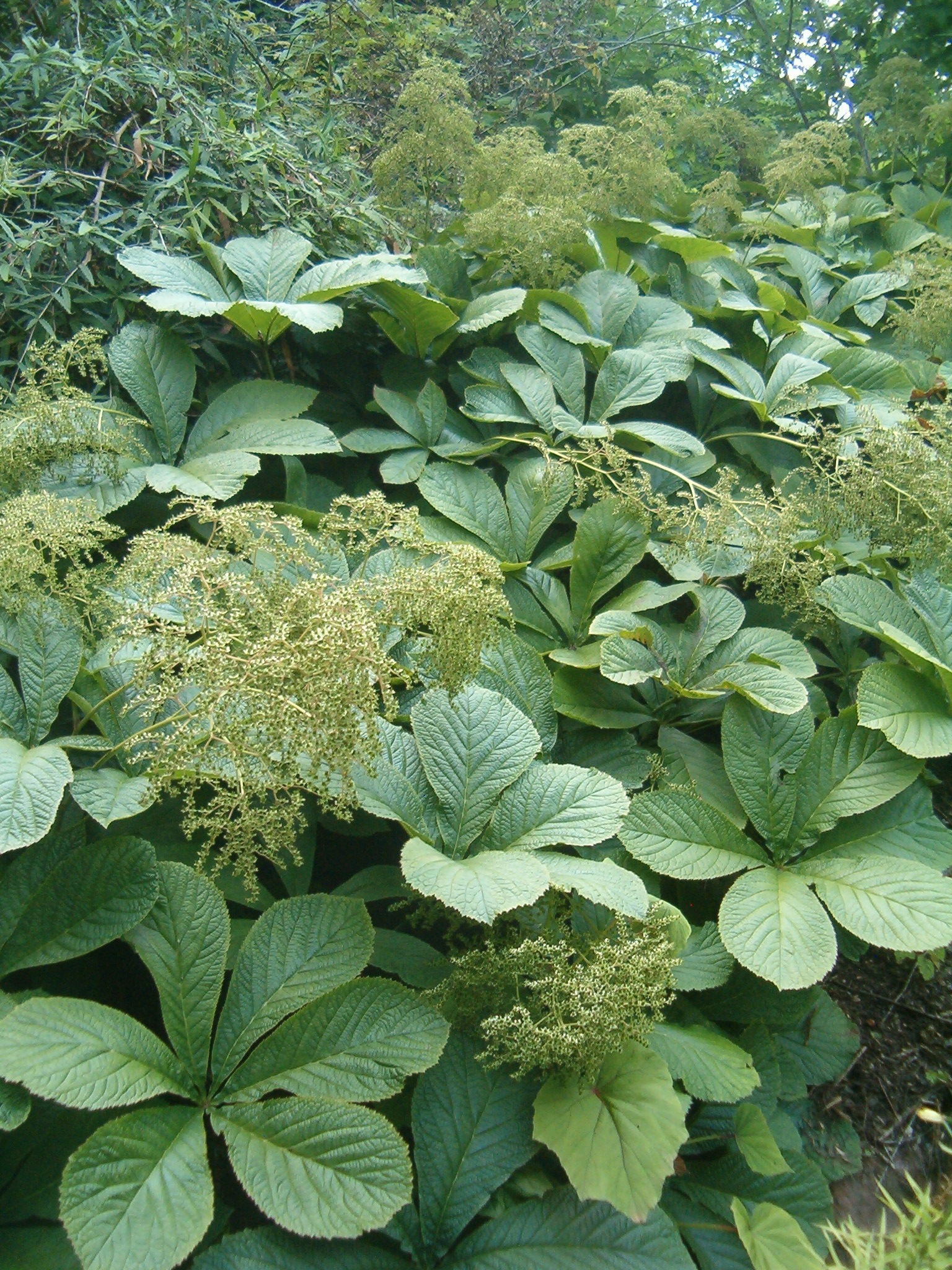